# Teatro dell'Africa e del Medio Oriente della seconda guerra mondiale
Il teatro dell'Africa e del Medio Oriente della seconda guerra mondiale comprende l'insieme delle campagne terrestri e navali combattute nell'Africa subsahariana e nel Medio Oriente, dal giugno del 1940 al novembre del 1941. Il grosso dei combattimenti venne sostenuto dalle forze italo - tedesche e dei governi a queste allineati (la Francia di Vichy, l'Iraq e l'Iran), e le forze del Regno Unito e dei paesi del Commonwealth, supportate da altri contingenti delle nazioni Alleate come Etiopia, Francia libera, ed Unione Sovietica.

## Le forze in campo e gli obiettivi strategici

### Italia
L'entrata in guerra dell'Italia a fianco della Germania il 10 giugno 1940 aprì un nuovo fronte di operazioni per le forze Alleate: le truppe italiane dislocate in Libia e nell'Africa Orientale Italiana (o AOI, corrispondente alle attuali Etiopia, Eritrea e Somalia) si trovavano in posizione ottimale per minacciare i possedimenti britannici in Sudan ed Egitto, ed in particolare il canale di Suez, importantissima via d'acqua che garantiva i collegamenti più rapidi tra il Regno Unito e le sue colonie in India ed Estremo Oriente. Le unità navali italiane dislocate nell'AOI costituivano poi una minaccia potenziale anche per i convogli che transitavano per il Mar Rosso, unica via alternativa alle rotte passanti per il Mediterraneo per rifornire rapidamente le truppe britanniche dislocate in Egitto.
Allo scoppio della guerra, le forze italiane dislocate in AOI potevano contare su una certa superiorità numerica, almeno sotto il profilo delle forze terrestri: il viceré Amedeo di Savoia-Aosta comandava tra gli 85 000 ed i 91 000 soldati nazionali, oltre a poco più di 200 000 soldati indigenti reclutati localmente; di contro, le forze britanniche dislocate a difesa di Sudan, Kenya e Somalia Britannica ammontavano verso la fine del 1939 a circa 20 000 uomini (tra truppe nazionali, reclutate localmente o provenienti dai Dominion), incrementati a circa 100 000 alla fine del 1940 tramite l'invio di due divisioni indiane e di tre brigate sudafricane. In ambito aeronautico le forze dei due contendenti si equivalevano, mentre in campo navale la Regia Marina poteva schierare solo 8 sommergibili, 7 cacciatorpediniere e poco altro naviglio minore, forze troppo esigue per contrastare efficacemente le più numerose unità britanniche.
Il vero punto debole della posizione italiana in AOI era il suo essere completamente isolata dalla madrepatria e quasi del tutto tagliata fuori dai rifornimenti: il controllo di Suez e Gibilterra da parte dei britannici impedivano rifornimenti regolari dall'Italia, e solo pochi mercantili provenienti dal Giappone o gli aerei da trasporto decollati dalla Libia garantivano un esiguo approvvigionamento di materiale bellico. Le scorte ammassate in Etiopia prima dello scoppio delle ostilità erano cospicue ma costituite in massima parte da materiali bellici vecchi ed obsoleti, soprattutto sotto il profilo delle artiglierie e del munizionamento. A ciò si aggiungeva l'endemica presenza nella zona di bande di guerriglieri etiopi, formatesi dopo la campagna del 1935 - 1936 e mai del tutto debellate dagli italiani; allo scoppio delle ostilità, i britannici si premunirono di inviare aiuti e rifornimenti ai guerriglieri, particolarmente forti nelle regioni occidentali dell'Etiopia, nonché di allestire in Sudan una forza mista di truppe britanniche, sudanesi ed etiopi (la Gideon Force) sotto il comando del colonnello Orde Charles Wingate.

### Regno Unito
La stessa regione del Medio Oriente era di fondamentale importanza per i britannici: i giacimenti petroliferi di Mosul in Iraq e la raffineria di Abadan in Iran fornivano tutto il petrolio di provenienza non americana importato dal Regno Unito negli anni '30 - '40; questi giacimenti costituivano quindi obiettivi di importanza strategica per i britannici, e di conseguenza erano importanti bersagli per le forze dell'Asse. I dirigenti politico-militari britannici avevano costituito fin dalla prima guerra mondiale il Middle East Command che coordinava tutte le forze disponibili nell'intero teatro mediororientale; le limitate forze terrestri erano rinforzate dalla componente aerea fornita dal RAF Middle East Command.

### Iraq
L'Iraq era formalmente un alleato del Regno Unito, legato a questo da un trattato di mutua assistenza firmato nel 1930: in cambio del supporto militare britannico alla difesa del paese, l'Iraq concedeva al Regno Unito l'uso di due basi aeree (la RAF Shaibah vicino a Bassora e la RAF Habbaniyya tra Ramadi e Falluja), importanti punti di rifornimento sulla rotta aerea che univa l'Egitto all'India; sul finire degli anni '30, tuttavia, il sentimento nazionalista ed anti-britannico si fece molto forte nel paese, ed in particolare all'interno delle sue forze armate, virtualmente dominate dal Quadrato d'oro (i quattro più importanti esponenti militari del paese). L'esercito iracheno era una formazione numerosa e ben equipaggiata con materiali bellici forniti dai britannici, ma mancava di esperienza; l'aeronautica era una forza composita dotata di velivoli di provenienza britannica, americana ed italiana, mentre la marina, la più debole delle tre forze armate, disponeva solo di un pugno di navi leggere.

### Iran
Più complessa era la situazione dell'Iran: allo scoppio della guerra, lo scià Reza Pahlavi aveva proclamato la neutralità del paese, cercando di mantenere una posizione di equidistanza tra i due blocchi; questo atteggiamento era dettato da un lato dal timore di un'invasione sovietica del paese, dall'altro dai buoni rapporti sorti tra Iran e Germania nazista negli anni '30, vista la collaborazione da parte di numerosi tecnici tedeschi ai progetti di modernizzazione avviati dallo scià. L'esercito iraniano era una forza numerosa ma male equipaggiata e peggio addestrata; l'aviazione disponeva di una sessantina di apparecchi obsoleti, mentre la marina schierava alcune unità leggere.

### Francia
La sconfitta della Francia nel giugno del 1940 rappresentò un grave colpo per la causa degli Alleati: sebbene il nuovo governo di Vichy fosse ufficialmente neutrale, era opinione comune negli ambienti britannici che esso fosse assoggettato o comunque fortemente influenzato dai tedeschi; i rapporti tra Regno Unito e Vichy erano d'altronde molto tesi, soprattutto dopo il bombardamento della flotta francese a Mers-el-Kébir da parte delle unità della Royal Navy britannica. La maggior parte delle colonie francesi rimase fedele al governo di Vichy, e lo stesso fece la gran parte delle forze armate: le forze francesi dislocate nelle colonie africane e del Medio Oriente erano numericamente considerevoli, ma dotate di equipaggiamenti bellici piuttosto datati (il loro ruolo principale era la difesa delle colonie da rivolte locali), e fortemente limitate nei movimenti dalle clausole dell'armistizio di Compiègne. Dopo i fatti di Mers-el-Kébir, il grosso della flotta francese era stato spostato a Tolone, ma diverse unità leggere rimanevano dislocate nei porti del levante o dell'Africa settentrionale; tra queste vi erano anche due corazzate ancora in costruzione: la Jean Bart (completata al 75%) si trovava ancorata a Casablanca, mentre la Richelieu (completata al 95%) si trovava a Dakar, praticamente immobilizzata dopo l'attacco di un aerosilurante britannico.

## Operazioni principali

### L'Africa Orientale Italiana

#### L'avanzata italiana e il contrattacco britannico
L'11 giugno 1940, il giorno dopo la dichiarazione di guerra dell'Italia alla Francia e al Regno Unito, la prima fa bombardare dalla sua aviazione Port Sudan e Aden, territori britannici e poi una base aerea in Kenya il 13 giugno. Al duca Amedeo d'Aosta venne dato l'ordine di tenersi strettamente alla difesa dell'Africa Orientale Italiana, che il duca interpretò come "difesa attiva" dando il via ad una serie di attacchi che colsero di sorpresa le forze difensive degli Alleati nella regione. Il 4 luglio, gli italiani avanzarono in Sudan portando alla conquista di Cassala, del forte di Gallabat e di diversi altri villaggi lungo il Nilo Azzurro. A sud, gli italiani invasero la colonia britannica del Kenya, avanzando per circa 100 km oltre il confine, conquistando forti e postazioni strategiche entro la fine di luglio, oltre a diversi villaggi come Buna, nonostante le truppe coloniali dell'Impero britannico resistessero con più tenacia che in Sudan. Il 3 agosto, le truppe italiane del generale Guglielmo Nasi penetrarono nella Somalia britannica sconfiggendo gli inglesi e le tribù locali, occupando infine Berbera, capoluogo locale, il 19 agosto.
Terminata l'illusione di una guerra-lampo italiana e dopo una parvenza di successo iniziale, iniziò il contrattacco Alleato, avvenuto su più fronti. I britannici poterono infatti contare sui rinforzi e rifornimenti giunti non solo dalla madrepatria, ma anche dall'India, dall'Australia, dalla Nuova Zelanda e dal Sudafrica. Nel novembre 1940, avanzarono su Gallabat e Metemma con un attacco che si risolse in un nulla di fatto. Gli italiani si ritirarono da Gallabat lasciando sul terreno 175 morti, ma anche i britannici furono costretti a lasciare il forte, bombardati da terra e dal cielo.

#### L'avanzata britannica
Nel gennaio 1941 le forze italiane erano ancora in superiorità numerica, anzi erano cresciute numericamente a ben 340 000 uomini grazie al reclutamento di cittadini italiani ed etiopi a seguito dello scoppio della guerra. Le forze britanniche invece potevano contare su oltre 250 000 uomini, senza contare le forze della guerriglia etiope anti-italiana.
Sul fronte con il Sudan, i britannici indussero gli italiani ad evacuare la città di Cassala e a ripiegare in Eritrea sulle posizioni fortificate prima di Agordat, dove avvenne la battaglia di Agordat, poi di Cheren. Lo scontro decisivo con i britannici si ebbe proprio nella battaglia di Cheren, dove le truppe italiane riuscirono a tenere le posizioni dal 3 febbraio al 27 marzo 1941.
Sul fronte keniano, il generale Alan Gordon Cunningham aveva assunto il comando nel novembre 1940 e nei mesi seguenti aveva raggruppato le sue forze, con l'afflusso di importanti rinforzi e di grandi quantità di mezzi e materiali. Il corpo di spedizione era formato inizialmente da due divisioni, la 11ª e la 12ª Divisione africana, con 20 000 soldati tra sudafricani, britannici, nigeriani, rhodesiani e neri della Costa d'Oro. Queste truppe disponevano di 300 moderni pezzi d'artiglieria e soprattutto di oltre 10 000 automezzi, oltre ad alcune squadriglie aeree modernamente dell'aviazione sudafricana.

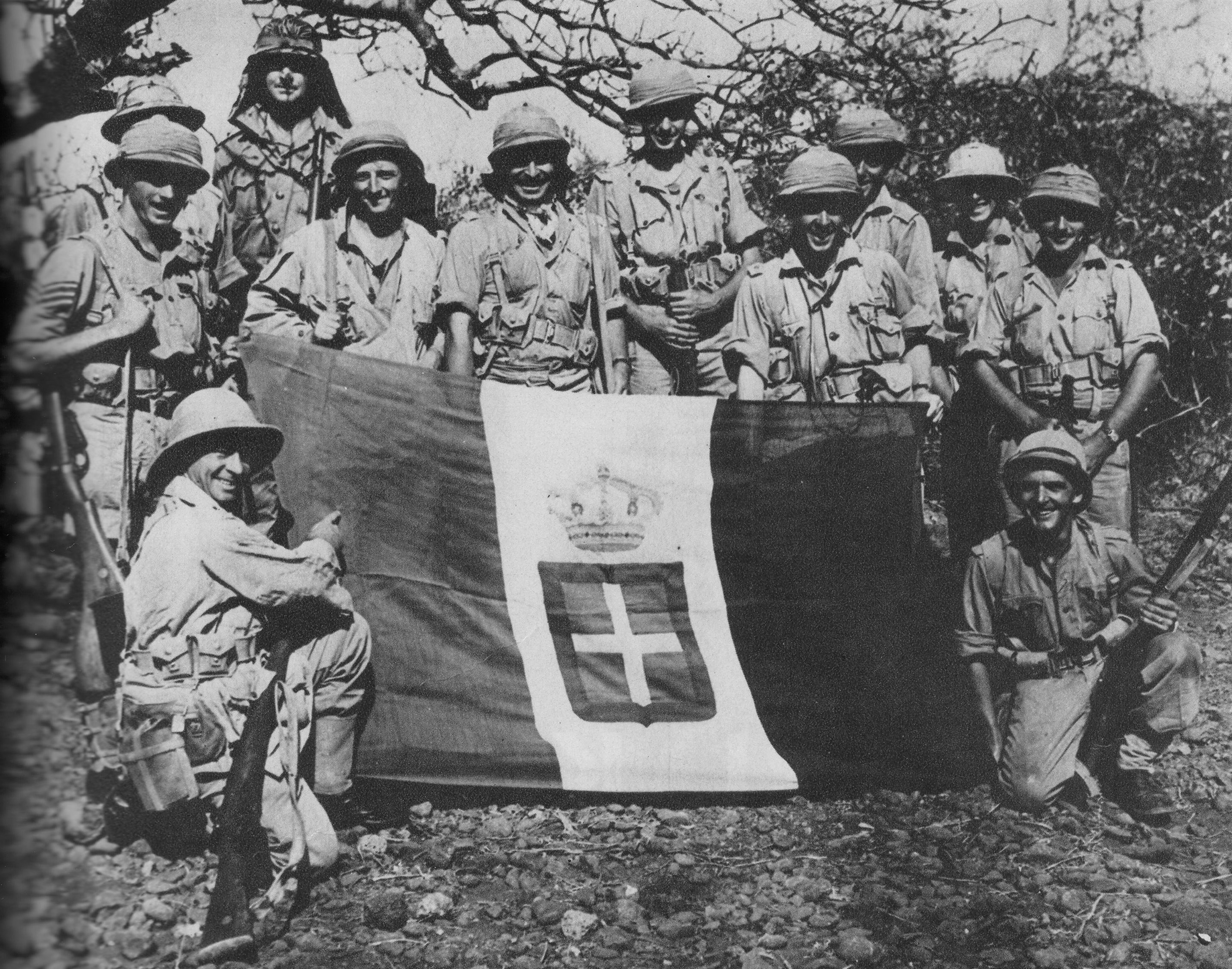
Soldati sudafricani festeggiano la vittoria con una bandiera italiana a Moyale, Kenya

Il comando italiano di Amedeo d'Aosta decise di affrontare l'offensiva nemica organizzando un debole schieramento a cordone lungo quasi 600 km sul corso del fiume Giuba che, essendo in molti tratti in secca, non avrebbe potuto costituire un reale ostacolo alle moderne truppe motorizzate. Il generale De Simone, responsabile del settore, disponeva di circa 35 000 soldati, di cui 4 200 italiani, organizzati nella 101ª Divisione somala schierata a nord e nella 102ª Divisione somala posizionata a sud. Si trattava di forze numerose ma poco addestrate, scarsamente equipaggiate, con artiglierie antiquate, pochi mezzi e solo una decina di vecchi aerei.
L'offensiva di Cunningham ebbe inizio il 21 gennaio 1941 e il confine somalo venne superato in sette punti. Entro il 10 febbraio, tutti gli avamposti italiani furono conquistati; la situazione apparve così difficile che il Duca d'Aosta dovette accogliere la richiesta del generale De Simone di ripiegare dietro il Giuba. Chisimaio venne abbandonata frettolosamente ed il 14 febbraio i britannici entrarono senza combattere. Il giorno seguente il generale Cunningham sferrò subito l'attacco alla linea del fiume tra Gelib e Giumbo. Tra il 17 e il 20 febbraio, l'11ª e la 12ª Divisione africana superarono il Giuba; le difese italiane, attaccate a Gelib sui fianchi e alle spalle, si disgregarono e, il 20 febbraio, il generale De Simone ordinò la ritirata generale che si trasformò rapidamente in rotta; le perdite ammontarono a 30 000 soldati tra morti, dispersi e prigionieri.
Dopo la caduta di Gelib il 22 febbraio, i britannici iniziarono quindi un rapido inseguimento, gli italiani non furono in grado di fronteggiare la situazione e le forze schierate furono facilmente disperse. Mentre la 12ª Divisione africana raggiungeva Dolo, il 5 marzo, i reparti dell'11ª Divisione occuparono il 25 febbraio Mogadiscio dove non incontrarono alcuna resistenza. Il generale Cunningham decise di continuare l'offensiva, sfruttando i segni di cedimento del nemico; il generale britannico riteneva possibile una marcia su Addis Abeba attraverso l'Ogaden e, fin dal 1º marzo, una colonna motorizzata di soldati africani, al comando del generale Smallwood, partì da Mogadiscio e iniziò ad avanzare in direzione di Harar. L'avanzata proseguì senza resistenza e in dieci giorni fu raggiunta Dagabur, ad oltre 700 km da Mogadiscio. Contemporaneamente gli italiani, dal 14 marzo, evacuarono la Somalia britannica, permettendo ai reparti britannici del generale Reid di sbarcare e liberare rapidamente il territorio. A protezione di Harar il generale De Simone aveva organizzato una posizione difensiva, con truppe coloniali e nazionali, ma il collasso e le defezioni tra i reparti indigeni resero ben presto impossibile una prolungata resistenza.
Il 18 marzo, il duca d'Aosta ordinò al generale De Simone di abbandonare anche Harar e ripiegare fino alla linea del fiume Auasc; il duca riteneva infatti la situazione ormai compromessa e aveva già previsto di rinunciare alla difesa di Addis Abeba e, nonostante la netta contrarietà di Mussolini, di ripiegare con le forze superstiti sulle montagne, dove organizzare un'ultima resistenza. La ritirata delle truppe avvenne nel disordine e nella disorganizzazione, sotto gli attacchi della popolazione ostile; dopo alcuni tentativi di rallentare i britannici, il 27 marzo fu abbandonata Harar e, tra il 28 e il 29 marzo, i reparti italiani arrivarono nella totale confusione al fiume Auasc che era già presidiato da altre truppe.

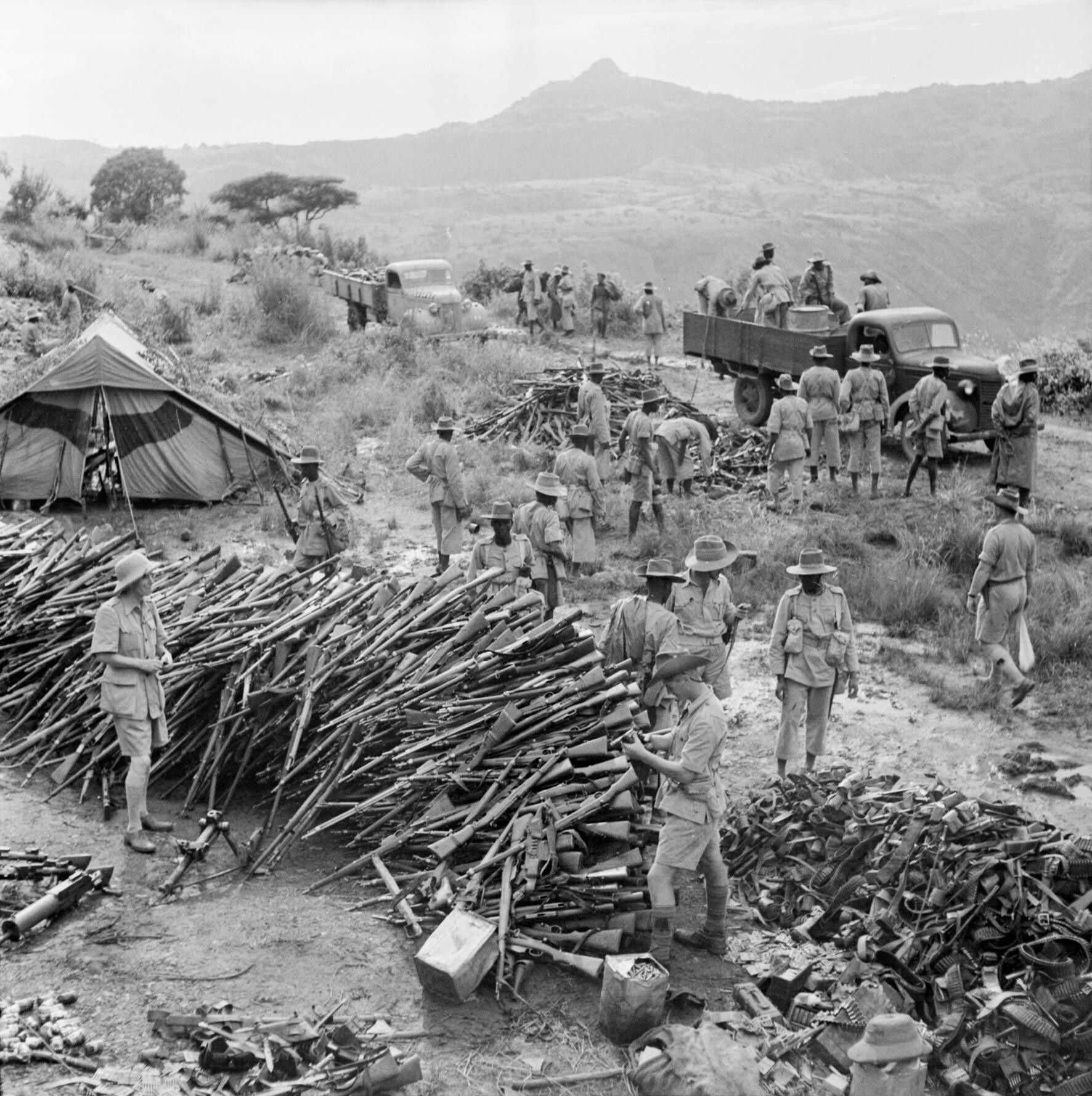
Soldati inglesi raccolgono i fucili catturati alle forze coloniali italiane al passo di Uolchefit, il 28 settembre 1941

Persa la Somalia britannica in marzo, le truppe italiane furono respinte verso il centro dell'Etiopia, sino a giungere alla resa con l'onore delle armi di Amedeo d'Aosta sulle alture dell'Amba Alagi dopo la seconda battaglia dell'Amba Alagi. Il 6 aprile, Hailé Selassié entrò a Debra Marcos e venne informato che le avanguardie di Cunningham erano giunte alle porte della capitale. Lo stesso giorno, infatti, Renzo Mambrini, Maggiore Generale della Polizia dell'Africa Italiana, cui erano stati conferiti tutti i poteri civili politici e militari dal Governatore dell'Africa Orientale Italiana, aveva comunicato la resa di Addis Abeba al generale Wetherall, comandante dell'11ª Divisione africana.
A Combolcià, sulle postazioni difensive italiane, il raggruppamento sudafricano del generale Dan Pienaar impegnò l'artiglieria italiana con i suoi cannoni, mentre la fanteria raggiungeva le alture sui 1 800 metri. I sudafricani impiegarono tre giorni per raggiungere gli obiettivi e, unitisi ad un gruppo di etiopi del capo Abebe Aregai, presero d'assalto le postazioni italiane, il 22 aprile, subendo 9 morti e 30 feriti e facendo 8 000 prigionieri.
Il 5 maggio 1941, il Negus Haile Selassie entrò ad Addis Abeba, preceduto dal colonnello Wingate. Il Negus Neghesti, appena rientrato ad Addis Abeba, esortò tutti gli etiopi a non vendicarsi sugli italiani e a non ripagare loro le atrocità che avevano commesso per cinque anni.

#### La resistenza italiana in Etiopia
Anche dopo la conquista di Addis Abeba, la guarnigione italiana di Gondar resistette ancora per interi mesi, forte di circa 40 000 uomini e comandata dal generale Guglielmo Nasi. Il generale amministrò egregiamente il suo avamposto, così, fino a ottobre, la razione dei soldati italiani fu buona: 300 grammi di pane, 400 di carne, 200 di pesce al giorno e verdure in abbondanza. Tuttavia anche loro caddero, prima tra agosto e novembre, con la caduta del presidio di Uolchefit e del presidio di passo Culqualber, poi il 27 novembre si scatenò la battaglia di Gondar che vide i soldati italiani contro i carri armati britannici. Le forze di Nasi si arresero e pagarono con 4 000 morti e 8 400 feriti la sconfitta finale. Tuttavia, alcuni gruppi continuarono la resistenza sotto forma di guerriglia partigiana: il "Fronte di Resistenza" e i "Figli d'Italia".

### L'Africa francese
Le uniche azioni di guerra avvenute in Africa Occidentale si sono verificate principalmente a Dakar e nell'odierno Gabon, nel tentativo Alleato di riprendere il controllo dell'impero coloniale francese e sfruttare i suoi territori, ad esempio, per colpire la Libia italiana.
Il bombardamento di Dakar avvenne tra il 23 e il 25 settembre durante la campagna dell'Africa occidentale, durante lo scontro tra la squadra navale dell'ammiraglio britannico John Cunningham, di scorta a truppe della Francia libera del generale Charles de Gaulle, e navi francesi fedeli al Governo di Vichy. Il piano di Cunningham e de Gaulle prevedeva di occupare Dakar senza dover combattere, con il sostegno della popolazione e della guarnigione locale. Tuttavia, il governatore Pierre François Boisson rifiutò le offerte degli Alleati e, ben presto, la battaglia ebbe inizio. Fallito un tentativo di sbarco, dopo una serie di scontri, Cunningham e De Gaulle si ritirarono a Freetown. Dakar rimase sotto il controllo della Francia di Vichy per altri due anni, fino all'Operazione Torch, dopo la quale tutta l'Africa occidentali cadde in mani Alleate.
Dopo l'arrivo di de Gaulle l'8 ottobre 1940, il 12 si diede il via alla campagna del Gabon, pianificata per riprendere il controllo dell'Africa Equatoriale Francese, da cui si poteva poi invadere la Libia. Il 8 novembre, la nave britannica HMS Milford affondò il sommergibile francese Poncelet; il giorno seguente, venne bombardato dagli anglo-francesi l'aeroporto di Libreville, che fu catturata il 10 novembre, mentre la nave francese di classe Bougainville Savorgnan de Brazza attaccava la flotta di Vichy, affondando la nave sorella, la Bougainville. La campagna terminò il 12 novembre, con la resa delle truppe fedeli a Vichy a Port-Gentil.

### La guerra anglo-irachena
In risposta ad un colpo di Stato che aveva instaurato in Iraq un governo filo-Asse, nel maggio 1941 un contingente britannico invase il paese, sconfiggendo rapidamente le forze irachene ed insediando un governo favorevole al Regno Unito. Il conflitto iniziò il 2 maggio e nei primi giorni si assistette ad azioni minori e sole manovre aeree britanniche, mentre le truppe indiane tenevano le posizioni attorno a Bassora e i britannici mantennero il controllo nei pressi del lago Habbaniyya, dove fecero affluire il grosso dei velivoli. Dal 4 maggio, l'aviazione britannica iniziò a colpire duramente gli iracheni, dapprima la loro aviazione e poi le truppe a terra demoralizzandole. Per il 7 maggio, l'assedio dell'area del lago terminò, con le pattuglie inglesi che fecero centinaia di prigionieri in pochi giorni. A sud, il 6 maggio le truppe indiane ricevettero dei rinforzi e l'8 maggio conquistarono Ashar.
Già il 3 maggio, su ordine di Winston Churchill, si iniziò ad allestire in Palestina un contingente di 6 000 uomini, la Habforce, il cui compito era avanzare nel deserto e fornire supporto alle truppe sul lago Habbaniyya. L'11 maggio questa forza iniziò l'avanzata praticamente incontrastati in direzione di Baghdad e, dopo essersi unito alla Legione araba, giunse al lago Habbaniyya il 18 maggio. Quella stessa notte, le truppe britanniche e indiane attraversarono l'Eufrate e nel pomeriggio seguente conquistarono Falluja senza combattere. Tuttavia, il 22 maggio, gli iracheni contrattaccarono e per nove ore tentarono di riconquistare Falluja; con l'arrivo di rinforzi britannici, nel tardo pomeriggio, gli ultimi iracheni abbandonarono l'abitato dopo aver causato una cinquantina di morti tra gli Alleati.
Per poter occupare Baghdad, venne ordinato alle truppe a Bassora di attirare verso di sé quanti più iracheni possibile, risalendo il Tigri e l'Eufrate, il 27 maggio. La mattina successiva da Falluja i britannici raggiunsero al-Kazimiyya, all'epoca fuori dalla capitale, dove vennero bloccati dalla resistenza nemica e solo alla sera raggiunsero Abu Ghraib. A mezzogiorno del 29 maggio, dopo il bombardamento delle truppe irachene, i genieri riuscirono a posizionare un ponte sul canale di Abu Ghraib e il giorno dopo i britannici giunsero a Baghdad. Il 31 maggio gli inglesi accettarono la resa dell'Iraq.
Per tutto il periodo del conflitto, gli unici aiuti che l'Asse diede agli iracheni furono sotto forma di supporto aereo italo-tedesco.

### Siria e Libano

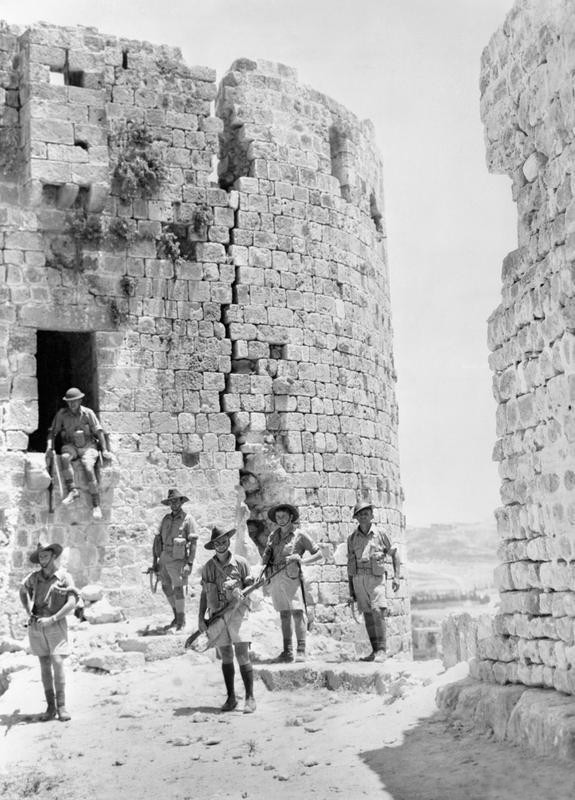
Soldati australiani in Libano

La campagna di Siria del giugno-luglio 1941 durò fu l'invasione britannica del mandato francese della Siria e del Libano, rimasto fedele alla Francia di Vichy. Il 1º aprile 1941, l'Iraq fu protagonista di un colpo di stato che mise il paese nelle mani dei nazionalisti guidati da Rashid Ali al-Kaylani, che chiese supporto ai tedeschi. La conseguente guerra con il Regno Unito segnò la sconfitta dei nazionalisti e l'instaurazione in Iraq di un governo fantoccio in mano agli inglesi. Con la formazione del Governo di Vichy, i britannici invasero la Siria e il Libano, per impedire alla Germania di usare i territori del mandato francese, fedele a Vichy, come basi per attacchi all'Egitto, in particolare dopo la vittoria dell'Asse in Grecia e a Creta. Nel frattempo i britannici stavano preparando l'Operazione Battleaxe, per rompere l'assedio di Tobruch, e stavano ancora combattendo in Africa Orientale.
I primi scontri si verificarono il 9 giugno, quando gli australiani attraversarono il fiume Litani, diretti verso Beirut, dalla Palestina. Sempre lungo questa direttrice, vi furono poi degli scontri presso Jezzine, Sidone, Marjayoun, Damour e Beirut stessa. Un'altra direttrice partiva sempre dalla Palestina ma era diretta verso Damasco; lungo la via si verificarono degli scontri armati presso la capitale siriana e presso al-Kiswah. Un altro gruppo armato britannico giunse invece dall'Iraq e trovò resistenza presso Palmira, mentre si dirigeva verso Tripoli.
I francese difesero con forza la Siria, tuttavia, il 10 luglio, la 21ª Brigata australiana era oramai alle porte di Beirut quando fu chiesto l'armistizio. Il 12 luglio entro in vigore un cessate il fuoco e l'armistizio di San Giovanni d'Acri venne firmato il 14 luglio poco fuori dalla città di Acri. Successivamente i territori del mandato francese passarono temporaneamente in mani britanniche.

### L'Iran
Dopo l'invasione tedesca dell'Unione Sovietica, i britannici iniziarono ad inviare rifornimenti ai russi via mare, attraverso il Mar Glaciale Artico, la cui rotta però era soggetta all'interferenza dei sommergibili tedeschi, di stanza in Norvegia. Per permettere l'arrivo di rifornimenti in sicurezza, britannici e sovietici decisero di invadere, nell'agosto 1941, l'Iran dello scià Reza Pahlavi, evitando inoltre che questo potesse allearsi con l'Asse, come era da poco avvenuto in Iraq, minando le risorse petrolifere che l'Iran stesso forniva al Regno Unito.
L'invasione da nord era compito dei sovietici, che dispiegarono sul Fronte Transcaucasico undici divisioni, divise in tre armate, la 44ª, la 47ª e la 53ª Armata, agli ordini del generale Dmitrij Timofeevič Kozlov. Le manovre ebbero inizio la notte del 25 agosto, con i sovietici divisi in due colonne in avanzata dall'odierno Azerbaigian. La colonna occidentale occupò subito Maku e poco dopo Khoi e Tabriz, vicino alla Turchia; la colonna orientale si diresse a sud seguendo la costa del Mar Caspio, occupando Ardabil e Bandar-e Pahlavi. Le due colonne poi si ricongiunsero più a sud, presso Qazvin, a 160 km a ovest di Teheran. Una seconda forza d'invasione sovietica penetrò in Iran dal Turkmenistan e ben presto occupò i centri ferroviari della transiraniana di Bandar-e Shah, Shahrud e Samnan, questi ultimi a est di Teheran. Sempre il 25 agosto, l'aviazione sovietica bombardò Tabriz, Rasht e Qazvin, mentre, il giorno seguente, furono bombardati i sobborghi della capitale e lanciati su di essa dei volantini per chiedere alla popolazione di opporsi allo scià. Le truppe iraniane nel nord si oppose con scarsa determinazione e morale a terra.

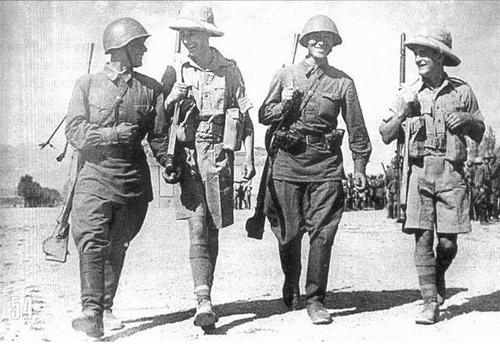
Soldati sovietici e britannici in Iran

Sul fronte meridionale, il compito di invadere l'Iran fu affidato dal generale Archibald Wavell a Edward Quinan, comandante delle truppe britanniche in Iraq. A causa della situazione delicata sul fronte nordafricano, le forze di cui disponeva Quinan erano il minimo indispensabile per occupare le aree principali del sud-ovest con due divisioni e tre brigate, tutte indiane tranne una brigata inglese. Le manovre iniziarono alle ore 21:00 del 24 agosto quando gli indiani si imbarcarono in piccole imbarcazioni sullo Shatt al-'Arab e il giorno seguente sbarcarono poi sull'isola iraniana con i principali stabilimenti petroliferi dell'area, Abadan. Gli iraniani però offrirono una lieve resistenza e lo sloop britannico HMS Shoreham affondò la corvetta iraniana Palang. Scontri minori si verificarono e solo alle ore 20:00 del 25 agosto gli indiani controllarono completamente l'isola. Nel frattempo, l'incrociatore ausiliario australiano HMAS Kanimbla sbarcò una forza minore a nord dell'isola Abadan, nel porto di Bandar-e Shahpur, catturando la città, sette mercantili italo-tedeschi e due cannoniere iraniane. Le rimanenti forze indiane quella mattina attaccarono Khorramshahr, dov'era la sede principale della Marina iraniana. Preso il controllo della città a nord dei giacimenti di Abadan, gli indiani si diressero verso nord da Khorramshahr, diretti a Ahvaz dove si verificarono duri scontri per il controllo della città. Il 28 agosto gli indiani avevano accerchiato Ahvaz, il cui aeroporto era stato bombardato dalla RAF due giorni prima, ed erano pronti ad attaccare quando giunse la notizia di un cessate il fuoco chiesto dagli iraniani.
Nel frattempo, il generale William Slim penetrò dal centro petrolifero iracheno di Khanaqin con una forza anglo-indiana. Diretti verso est, piegarono rapidamente la resistenza iraniana e si impossessarono dei centri petroliferi di Naft-i-Shah, dirigendosi poi verso Kermanshah. Gli iraniani però riuscirono a bloccare l'avanzata sul passo Pai-Tak, il 26 agosto. Slim fu così costretto a chiedere il bombardamento del passo mentre parte delle sue truppe si dirigevano a sud per prendere Shahabad e aggirare il passo. Nella notte gli iraniani si ritirarono dal passo e inglesi e indiani poterono proseguire verso Kermanshah, dove trovarono a attenderli diversi reggimenti iraniani ben trincerati, il 28 agosto. Anche in questo caso, l'attacco britannico era previsto per le ore 10:00 del mattino, ma venne fermato dalla richiesta di cessate il fuoco. La città fu occupata senza combattere e le truppe Alleate avanzarono poi su Hamadan, giungendovi il 30 agosto.
Con l'approssimarsi della resa, le truppe iraniane cominciarono ad andare allo sbando mentre sovietici e anglo-indiani si incontravano a 100 km a ovest e a 300 km a nord-est di Hamadan. Ai primi di settembre gli Alleati fecero pervenire agli iraniani i termini per la resa, inclusi tagliare ogni rapporto con i paesi dell'Asse e il permesso di utilizzare i giacimenti petroliferi e la rete ferroviaria dell'Iran. Lo scià però esitò e così gli Alleati misero fine allo scontro, occupando Teheran il 17 settembre, giorno dopo l'abdicazione dello scià in favore del figlio Mohammad Reza Pahlavi. Sovietici e britannici abbandonarono l'Iran il 18 ottobre, lasciando nel paese un piccolo contingente affinché mantenesse attivo il corridoio persiano che collegava direttamente il Medio Oriente britannico con il Caucaso sovietico, dove transitarono negli anni successivi, diretti in Unione Sovietica, 5 milioni di tonnellate di rifornimenti.

### La situazione palestinese
Nonostante la netta vittoria riportata dai britannici nella grande rivolta araba del 1936 - 1939, la situazione in Palestina (sotto Mandato britannico fin dal 1920) rimaneva turbolenta: il Gran Mufti di Gerusalemme Amin al-Husseini (una delle maggiori autorità politiche e religiose arabe della regione, ispiratore della precedente rivolta) intratteneva da tempo rapporti con i tedeschi in chiave anti-britannica, ed il 10 maggio 1941 dichiarò, dal suo rifugio di Baghdad, un jihād contro il Regno Unito; costretto a fuggire dall'Iraq dopo l'invasione britannica, riparò prima in Iran e poi in Europa dove si pose al servizio dei tedeschi, contribuendo al reclutamento dei musulmani bosniaci nella 13. Waffen-Gebirgs-Division der SS "Handschar". Sebbene gli atti di ostilità rimasero minimi, la maggior parte degli arabi palestinesi continuò a mantenere un atteggiamento anti-britannico per tutta la durata del conflitto.
Anche da parte ebraica vi fu una notevole resistenza militare all'occupazione britannica: i gruppi armati dell'Haganah e dell'Irgun erano da tempo particolarmente attivi nel condurre azioni di sabotaggio ed attentati dinamitardi contro le forze britanniche. Nei primi mesi del 1940 tuttavia, anche grazie agli sforzi di David Ben-Gurion, le autorità britanniche ed ebraiche giunsero ad una tregua, e gli ebrei accettarono di collaborare contro la minaccia delle forze dell'Asse. Nel 1941, davanti alla prospettiva di un'invasione da parte delle forze italo-tedesche provenienti dalla Libia, l'Haganah creò il Palmach, formazione militare semi-regolare ed in parte addestrata dai britannici, incaricata di condurre operazioni di guerriglia in caso di invasione; membri del Palmach parteciparono, in qualità di esploratori, alla campagna di Siria combattendo a fianco delle truppe Alleate, ma in seguito i britannici osteggiarono la formazione che entrò in clandestinità. Nel 1943, dopo lunghi negoziati con l'Haganah, le autorità britanniche crearono la Brigata Ebraica, formazione militare regolare forte di circa 5 000 uomini che si batté a fianco degli Alleati durante la campagna d'Italia; un totale di circa 26 000 ebrei palestinesi combatté nelle forze britanniche durante il conflitto.
L'ala più estremista del gruppo paramilitare ebraico dell'Irgun non accettò la tregua con i britannici, e nel 1940 si separò dando vita alla formazione del Lohamei Herut Israel (meglio noto con il soprannome di "Banda Stern"); schierata su posizioni fortemente di destra, in almeno un paio di occasioni la "Banda Stern" tentò di stabilire dei contatti con la Germania nazista in chiave anti-britannica, senza ottenere esito. La "Banda Stern" continuò a condurre limitate azioni di sabotaggio ed attentati per tutto il periodo della guerra, anche se subì un duro colpo il 12 febbraio 1942, quando il suo leader Avraham Stern venne ucciso dalla polizia britannica. La tregua con gli altri movimenti guerriglieri ebraici resse fino al febbraio del 1944, quando l'Irgun riprese con i suoi attentati.

### Operazioni minori
Sebbene la Regia Aeronautica italiana non disponesse, almeno all'inizio del conflitto, di bombardieri strategici a lunga autonomia, gli aviatori italiani vennero comunque impiegati in alcune missioni di bombardamento sulle installazioni britanniche in Medio Oriente, sfruttando le basi aeree situate nel Dodecaneso. La più ambiziosa di queste missioni fu senza dubbio il raid aereo condotto da quattro Savoia-Marchetti S.M.82 nella notte tra il 18 ed il 19 ottobre 1940: decollata dall'aeroporto di Gadurrà sull'isola di Rodi alle 18:00 del 18 ottobre, la formazione, comandata dal gerarca Ettore Muti, compì una lunghissima traversata sopra il Mediterraneo orientale, la Siria, l'Iraq e l'Arabia Saudita, fino ad arrivare, intorno alle 2:00 del 19 ottobre, sopra le isole del Bahrein, all'epoca un protettorato dei britannici; tre aerei sganciarono il loro carico sopra la raffineria di Manama, mentre il quarto velivolo, rimasto separato dalla formazione sopra Damasco, lanciò per errore le sue bombe sulla città saudita di Dhahran, senza provocare danni. Nonostante le condizioni per il lancio fossero ottimali (la raffineria, praticamente indifesa, era completamente illuminata), molte bombe finirono fuori bersaglio, ed i danni furono minimi; completata l'operazione, i quattro velivoli fecero rotta per l'Africa Orientale Italiana, dove atterrarono all'aeroporto di Zula alle 8:30 del 19 ottobre con appena mezz'ora di autonomia residua. La missione, una delle più lunghe di tutte quelle condotte sul fronte europeo della seconda guerra mondiale, era durata in tutto 15 ore e 35 minuti, per oltre 4 000 chilometri di volo senza scalo.
Altri raid aerei, sempre da parte di velivoli di base nel Dodecaneso, vennero inoltre lanciati contro le installazioni britanniche in Palestina. Il 29 luglio 1940, dieci bombardieri italiani attaccarono il porto e le raffinerie di Haifa, provocando vittime tra i civili ed incendi lungo l'oleodotto per Mosul; il 9 settembre seguente, un secondo raid aereo venne lanciato contro la città di Tel Aviv, colpendo duramente il quartiere di Nordiya e provocando 107 vittime tra la popolazione civile.
Il 27 febbraio 1945 i neo-indipendenti stati di Siria e Libano dichiararono guerra a Germania e Giappone, seguiti il 1º marzo seguente dall'Arabia Saudita; queste azioni, che non ebbero di fatto alcuna influenza sulla situazione militare, avevano più che altro una finalità politico-diplomatica, volta a garantire l'entrata di queste nazioni nella costituenda organizzazione delle Nazioni Unite.